# Kermia
Kermia is een geslacht van weekdieren uit de klasse van de Gastropoda (slakken).

## Soorten
- Kermia aegyptiaca Kilburn & Dekker, 2008
- Kermia aglaia (Melvill, 1904)
- Kermia albicaudata (E. A. Smith, 1882)
- Kermia albifuniculata (Reeve, 1846)
- Kermia alveolata (Dautzenberg, 1912)
- Kermia aniani Kay, 1979
- Kermia apicalis (Montrouzier, 1861)
- Kermia benhami W. R. B. Oliver, 1915
- Kermia bifasciata (Pease, 1860)
- Kermia brunnea (Pease, 1860)
- Kermia caletria (Melvill & Standen, 1896)
- Kermia canistra (Hedley, 1922)
- Kermia catharia (Melvill, 1917)
- Kermia cavernosa (Reeve, 1845)
- Kermia chichijimana (Pilsbry, 1904)
- Kermia clathurelloides Kilburn, 2009
- Kermia crassula Rehder, 1980
- Kermia cylindrica (Pease, 1860)
- Kermia daedalea (Garrett, 1873)
- Kermia drupelloides Kilburn, 2009
- Kermia episema (Melvill & Standen, 1896)
- Kermia eugenei Kilburn, 2009
- Kermia euzonata (Hervier, 1897)
- Kermia geraldsmithi Kilburn, 2009
- Kermia granosa (Dunker, 1871)
- Kermia harenula (Hedley, 1922)
- Kermia informa McLean & Poorman, 1971
- Kermia lutea (Pease, 1860)
- Kermia margaritifera (Reeve, 1846)
- Kermia melanoxytum (Hervier, 1896)
- Kermia producta (Pease, 1860)
- Kermia pumila (Mighels, 1845)
- Kermia punctifera (Garrett, 1873)
- Kermia pustulosum (de Folin, 1867)
- Kermia sagenaria Rehder, 1980
- Kermia subcylindrica (Hervier, 1897)
- Kermia subspurcum (Hervier, 1896)
- Kermia tessellata (Hinds, 1843)
- Kermia thespesia (Melvill & Standen, 1896)
- Kermia thorssoni Chang, 2001
- Kermia tippetti Chang, 2001